# Amenaza (cómic)
La Amenaza (Lily Hollister) es una personaje ficticia, una villana de Marvel Comics y enemiga del Hombre Araña. Su primera aparición como Lily Hollister es en The Amazing Spider-Man #545, y su primera aparición como Amenaza es en The Amazing Spider-Man #549, que es el inicio de la segunda historia en la historia general "Un nuevo día" que siguió a los sucesos de "Un día más".

## Historia de publicación
Lily Hollister fue creada por J. Michael Straczynski y Joe Quesada y apareció por primera vez en The Amazing Spider-Man #545. Su alter ego "Amenaza" fue creado por Marc Guggenheim y Salvador Larroca y apareció por primera vez en Amazing Spider-Man #550.

## Biografía del personaje ficticio
Lily Hollister es la hija de Bill Hollister, un candidato para el cargo de alcalde de Nueva York. Mientras salía con Harry Osborn, encuentra una puerta escondida en su armario y encuentra un viejo y antiguo diario suyo, que detalla la ubicación de uno de los escondites secretos del Duende Verde. Cuando entra en la guarida, rompe accidentalmente frascos llenos de un nuevo tipo de Suero del Duende que hizo contacto con su piel, mutándola. Usando armas de la guarida y llamándose a sí misma "Amenaza", ataca la campaña de su padre con la intención de que él ganara la simpatía de la opinión pública debido a sus ataques. Amenaza secuestra a la Concejal Lisa Parfrey. Spider-Man y Jackpot tratan de rescatar a la concejal, pero el planeador de Amenaza golpea a la concejal y la mata. Amenaza escapa de la escena del crimen, pero no antes de acusar a Spider-Man de ser responsable por la muerte de la mujer.
Amenaza luego procede a amenazar al supuestamente redimido Norman Osborn, incluso tratando de recrear la muerte original de Osborn al embestirlo con su planeador. Sin embargo, Osborn sobrevive al ataque y Amenaza le perdona, después de acusar a Osborn de ser un tonto por dedicar todo su tiempo y activos a la destrucción de Spider-Man.
Amenaza después aparece en la miniserie Secret Invasion: Amazing Spider-Man. Ella mata a uno de los invasores Skrull y luego ataca a Jackpot. Su lucha la lleva al camino de uno de los Skrull con el planeador de Amenaza explotando al contacto. Amenaza sobrevive malherida y sale de la escena.
Cuando Amenaza ataca una reunión de Hollister, consigue herir gravemente a Spider-Man (que había recibido antes un disparo en el brazo) y reclama un "arresto ciudadano" a los policías que llegan. Amenaza luego vuela a la sede de la fiesta de Hollister y cambia de vuelta a su verdadero yo, justo antes de que Harry se encuentre con ella. Ella le revela la verdad a Harry, y explica que orquestó los ataques de Amenaza contra su padre para darle más apoyo público en la elección de alcalde. Entonces le dijo a Harry que acepta su propuesta de matrimonio anterior.
En el día de elección, Amenaza ataca a dos agentes de policía por arrestar a Carlie Cooper por un crimen que no cometió, entonces ataca a Spider-Man cuando aparece. Amenaza estaba a punto de matarlo hasta que Harry, como el Duende Verde, llega y le dispara a Amenaza con un suero que causa que Amenaza cambiase de vuelta a Lily, visto en una transmisión en vivo, con su padre viendo conmocionado y entre lágrimas ante esta revelación. Pocos días después del evento con Bill Hollister como el nuevo alcalde de Nueva York, Lily es visitada en la cárcel por Norman Osborn ya que descubrió el anillo de compromiso que le dio Harry entre sus pertenencias y le dice: "Bienvenida a la familia." Más tarde se ve liberada de la prisión y se acerca a Harry en su forma de Amenaza; diciéndole que ella "siguió adelante". Harry cree que ha comenzado una relación con Norman y le advierte que será eliminada una vez que Norman se canse de ella.
Durante la historia Reinado Oscuro, Lily reaparece en su forma de Amenaza ante Harry Osborn en The Amazing Spider-Man #595 amenazando la vida de Harry al principio, pero luego le muestra a Harry que está embarazada. Después de esto, Harry llama a Norman Osborn para informarle que aceptará su invitación de trabajar para los Vengadores Oscuros, lo que molesta sumamente a Peter Parker. La verdadera razón de Harry para unirse es robar una cura para el suero para utilizarla en Lily y el bebé para que puedan tener salud. Sin embargo, ella lo empuja, y revela que todo era una treta para hacer que Harry se convierta en American Son para que pudiera ser utilizado para morir en una tragedia para generar simpatía y apoyo para Norman. Ella también muestra una nueva forma de duende, con una figura decididamente más femenina, grandes cuernos, y una tez de color verde. Lily le revela a Harry que Norman es en realidad el padre del bebé. Luego va a trabajar para los Vengadores Oscuros de Norman en calidad de desconocida. Después de la caída del poder de Norman, Lily está huyendo de la ley. También se revela que, debido al momento de la concepción, existe una posibilidad de que Harry sea el padre de su hijo no nacido.
En la historia El origen de las especies, Lily se estrella en la cafetería de Harry Osborn y da a luz a un varón. Entonces un grupo de supervillanos, contratados por el Doctor Octopus, la atacan y secuestran al bebé. Spider-Man logra rescatar al bebé, pero es robado de nuevo por el Lagarto. Spider-Man logra localizarlo sólo para que el Lagarto voluntariamente le devuelva el bebé a Spider-Man, porque sus pruebas para determinar la paternidad demuestran que Norman no es el padre. La palabra de la seguridad de su hijo (pero no la paternidad) vuelven a Lily, que se alivia. Ella huye porque siente que no es apta para criar al niño. Spider-Man después prueba la sangre de Harry revelando que él es en realidad el padre y deja al niño a su cuidado.
Como parte del evento Marvel NOW!, Amenaza regresa mostrando su lealtad al Rey Duende como parte de su culto Duende subterráneo cuando se trata de prepararse para la lucha contra Spider-Man Superior (la mente del Doctor Octopus en el cuerpo de Spider-Man). Amenaza recibe la orden de desarmar el camión de la prisión que capturó a Phil Urich (el antiguo Duende) antes de llevarlo bajo tierra y lo bautiza como al Caballero Duende. Amenaza después secuestra a Carlie Cooper de Potter's Field después de que ella descubre que la tumba del Doctor Octopus está vacía y la lleva al Rey Duende. Amenaza le da al Rey Duende el diario, descubriendo el secreto sobre Spider-Man Superior.

## Poderes y habilidades
Amenaza es capaz de cambiar de su forma humana a su forma mejorada a voluntad. Sin embargo, necesita un esfuerzo visible y es incómodo para Lily hacerlo. La exposición a una versión experimental del suero duende le ha dado a Amenaza gran fuerza física. Ella fue capaz de superar a Norman Osborn en una lucha física, lo que indica que ella ha ganado aún más fuerza que él. Esto se refuerza aún más cuando Amenaza casi mata a golpes a un Spider-Man herido (aunque Spider-Man no estaba luchando a plena capacidad debido a una herida de bala que recibió poco antes del encuentro).

### Equipo
Ella está armada con una variedad de artefactos incendiarios portátiles extraños en su bolso y utiliza un Planeador Duende Mark 7 como transporte personal, hasta que fue destruido por Norman Osborn. Ella también usa la conmoción cerebral y bombas calabaza incendiarias. Ella llevaba originalmente una malla a prueba de balas con una túnica superpuesta y una capa. Con su nueva forma, debutó en American Son, ahora luce un traje ceñido al cuerpo de un material desconocido, con un casco que tiene agujeros cortados para sus cuernos.

## En otros medios

### Televisión
Una versión alternativa del universo de Amenaza aparece en Ultimate Spider-Man: Web Warriors, con la voz de Wendie Malick. Esta versión es Norma Osborn (también conocida como She-Goblin), una versión femenina de Norman Osborn del género Flip-Universe de Spider-Girl que hizo una alianza con su yo alternativo.

### Videojuegos
- Amenaza aparece en la versión de Nintendo DS de Spider-Man: Edge of Time con la voz de Tara Strong. Ella termina en la línea de tiempo de 2099 después de que un incidente provoca que se formen derivas temporales entre los tiempos. Ella intenta robar armamento de 2099 para traer a la actual Nueva York pero es detenida por Spider-Man 2099 y regresada a su tiempo.
- Amenaza aparece como un personaje malvado en Marvel: Avengers Alliance.